# Dieter B. Kabus
Dieter Bruno Kabus (* 7. Dezember 1941 in Breslau; † 21. Juni 1993) war ein deutscher evangelischer Pfarrer und Autor deutschsprachiger Jugendliteratur.

## Leben
Dieter B. Kabus wuchs in Berlin, Bremen und Bonn auf und erhielt zunächst eine handwerkliche Ausbildung, an die sich eine Ausbildung zum Diakon anschloss. Nach einem Studium der Evangelischen Theologie begann er 1968 sein Vikariat. Im gleichen Jahr heiratete er Gerda Neidig (1940–1975), die jedoch bereits 1975 verstarb und Kabus mit seiner Tochter Esther zurückließ. 1977 heiratete Kabus erneut. Seine zweite Frau, Mary Moek, brachte vier Kinder mit in die Ehe.
Auf der Suche nach geeignetem Lesestoff für die fünf Kinder vermisste Kabus in der damals erhältlichen christlichen Kinder- und Jugendliteratur spannend unterhaltsame Abenteuer mit gleichzeitiger Vermittlung von christlichen Werten. Er entschied sich, selber ein Buch zu schreiben: Fünf Geschwister auf der Abenteuerburg, in das er seine fünf Kinder namentlich einbrachte. Das 1980 im Verlag Schulte & Gerth erschienene Buch erlebte binnen kürzester Zeit mehrere Auflagen. Die enorme Nachfrage bestätigte das von Kabus erkannte Defizit auf dem christlichen Buchmarkt und veranlasste ihn, entgegen seinem ursprünglichen Vorhaben, die Serie nach dem dritten Band abzuschließen, insgesamt zehn Bände zu verfassen. Von den  5-Geschwister-Büchern wurden bis 1994 insgesamt 200.000 Exemplare verkauft, sodass die Serie zu einem Klassiker der christlichen Kinderliteratur in Deutschland avancierte. Der Hörspielregisseur und Sprecher des Südwestfunks Günter Schmitz veröffentlichte die Abenteuer der 5 Geschwister von 1989 bis 1990 als Hörspielserie, die Erfolg und Bekanntheit der Reihe weiter steigerte. 
Sozusagen als Krönung seiner Arbeit plante der Autor außerdem ein interaktives Abenteuerbuch, in dem sich der Leser am Ende jedes Kapitels für einen von mehreren vorgeschlagenen Wegen und Reaktionen entscheiden muss und auf diese Weise den weiteren Verlauf der Geschichte beeinflussen kann. Allerdings konnte Kabus dieses Projekt nicht mehr zu Ende führen. Er starb noch in der Entstehungsphase des Buches im Jahre 1993 an einem Herzinfarkt. Von seiner Tochter Esther, verheiratete Brudermann, fertiggestellt, erschien es 1994 schließlich unter dem Titel 5 Geschwister – Die Endlosgeschichte.
Das Grab von Dieter B. Kabus befindet sich auf dem Friedhof von Schollbrunn, einem Dorf fünf Kilometer nördlich von Neckargerach am Neckar, wo sich eine seiner Pfarrstellen befand. Neben Schollbrunn/Waldbrunn war Kabus als Pfarrer in Sandhausen und Zuzenhausen tätig. Der Ort und seine Umgebung (siehe Minneburg) bilden den Hintergrund für den 8. Band der Buchreihe.

## Werke

### Fünf-Geschwister-Serie
| Band | Titel                                                      | Jahr | Verlag       |
| ---- | ---------------------------------------------------------- | ---- | ------------ |
| 1    | Fünf Geschwister auf der Abenteuerburg                     | 1980 | Gerth Medien |
| 2    | Die Fünf Geschwister lösen das Geheimnis der Abenteuerburg | 1981 | Gerth Medien |
| 3    | Fünf Geschwister im unheimlichen Schloss                   | 1981 | Gerth Medien |
| 4    | Fünf Geschwister im geheimnisvollen Palazzo                | 1982 | Gerth Medien |
| 5    | Fünf Geschwister im rätselhaften Herrenhaus                | 1983 | Gerth Medien |
| 6    | Fünf Geschwister im verlassenen Kloster                    | 1983 | Gerth Medien |
| 7    | Fünf Geschwister in der sonderbaren Villa                  | 1984 | Gerth Medien |
| 8    | Fünf Geschwister im ungewöhnlichen Pfarrhaus               | 1985 | Gerth Medien |
| 9    | Fünf Geschwister im merkwürdigen Jagdschloss               | 1986 | Gerth Medien |
| 10   | Fünf Geschwister im seltsamen Patrizierhaus                | 1987 | Gerth Medien |

### Interaktivkonzept
- Fünf Geschwister – Die Endlosgeschichte, 1994 Gerth Medien (postum vervollständigt von Tochter Esther A. Brudermann)

Nach dem gleichen Konzept veröffentlichten Esther und ihr Ehemann Jesko Brudermann 1996 ein weiteres interaktives Fünf-Geschwister-Abenteuerbuch unter dem Titel „Wer befreit die Fünf Geschwister?“.